# Karina Lombard
Karina Lombard (Tahiti, 21 gennaio 1969) è un'attrice francese.

## Biografia
Karina Lombard ha origini cosmopolite. Sua madre immigrata a Tahiti per lavoro e suo padre, Henry Lombard, un aristocratico europeo con sangue italiano, russo e svizzero. Quando Karina aveva un anno i genitori si separarono e lei si trasferì in Spagna con il padre e i quattro fratelli Helen, Inez, Charles, e Denise, nella residenza di Barcellona. Lombard descrive così l'esperienza dei collegi svizzeri, tra cui quello di Losanna: "essere degli indiani d'America significava essere trattata come una selvaggia". Karina è poliglotta: parla spagnolo, inglese, italiano, francese e tedesco. A 18 anni torna negli USA, e a New York comincia a lavorare come modella e intraprende gli studi di recitazione.
Dopo aver avuto un piccolo ruolo in The Doors, ha guadagnato più spazio in film successivi. In Vento di passioni fa la parte della ragazzina indiana che poi sposa il personaggio interpretato dal protagonista Brad Pitt. In Fiamme di passione ha una parte da protagonista recitando nella parte di una ricca proprietaria terriera inglese in Giamaica che si deve assolutamente sposare per evitare di perdere le sue terre. Inoltre ha recitato accanto a Tom Cruise nel film Il socio in cui faceva la parte della ragazza sulla spiaggia.
Il ruolo che le dà maggiore visibilità è quello di Marina Ferrer, carismatica seduttrice nella serie tv The L Word, in cui compare nella prima e quarta serie.

## Filmografia

### Cinema
- The Doors, regia di Oliver Stone (1991)
- Fiamme di passione (Wide Sargasso Sea), regia di John Duigan (1993)
- Il socio (The Firm), regia di Sydney Pollack (1993)
- Vento di passioni (Legends of the Fall), regia di Edward Zwick (1994)
- Ancora vivo - Last Man Standing (Last Man Standing), regia di Walter Hill (1996)
- Kull il conquistatore (Kull the Conqueror), regia di John Nicolella (1997)
- Exposè, regia di Daphna Edwards (1998)
- Guardian, regia di John Terlesky (2001)
- Deception, regia di Max Fischer (2003)
- Big Kiss, regia di Billy Zane (2004)
- Le fils à Jo, regia di Philippe Guillard (2011)
- La grande passione (United Passions), regia di Frederic Auburtin (2014)
- Reign of Judges: Title of Liberty - Concept Short, regia di Darin Scott – cortometraggio (2018)
- Deal, regia di Bill Sarine – cortometraggio (2019)
- The Oath, regia di Darin Scott (2023)

### Televisione
- L'Île – miniserie TV, 3 episodi (1987)
- Ultime dal cielo – serie TV, episodio 2x15 (1998)
- The Violent Earth – miniserie TV, 3 episodi (1998)
- Il settimo papiro (The Seventh Scroll), regia di Kevin Connor – miniserie TV (1999)
- Murder at the Cannes Film Festival, regia di Harvey Frost – film TV (2000)
- Dr. Vegas – serie TV, episodio 1x04 (2004)
- The L Word – serie TV, 16 episodi (2004-2009)
- 4400 – serie TV, 17 episodi (2005-2006)
- Suspectes – serie TV, 8 episodi (2007)
- CSI - Scena del crimine (CSI: Crime Scene Investigation) – serie TV, episodio 8x02 (2007)
- Rescue Me – serie TV, 5 episodi (2009)
- CSI: NY – serie TV, episodio 7x12 (2011)
- NCIS - Unità anticrimine (NCIS) – serie TV, episodio 9x20 (2012)
- Le Family Show, regia di Pascal Lahmani – film TV (2014)
- Timeless – serie TV, episodio 1x07 (2016)

## Doppiatrici italiane
Nelle versioni in italiano delle opere in cui ha recitato, Karina Lombard è stata doppiata da:
- Laura Boccanera in Fiamme di passione
- Tiziana Avarista ne Il socio
- Giovanna Martinuzzi in Vento di passione
- Eleonora De Angelis in Kull il Conquistatore
- Francesca Fiorentini in The L. Word
- Laura Romano in The 4400 (st. 2)
- Monica Ward in The 4400 (st. 3)
- Doriana Chierici in CSI: NY
- Alessandra Cassioli in CSI - Scena del crimine
- Sabrina Duranti in NCIS - Unità anticrimine